# Langa (Sud-àfrica)
Langa és un township de Ciutat del Cap, Sud-àfrica. El seu nom en xosa significa "sol". El township es va construir inicialment per fases abans de ser inaugurat formalment el 1927. Es va desenvolupar com a resultat de la Llei d'Àrees Urbanes de Sud-àfrica de 1923 (més coneguda com a "lleis de pas"), que va ser dissenyada per obligar els africans a traslladar-se de les seves llars a llocs segregats. De manera similar a Nyanga, Langa és una de les moltes zones de Sud-àfrica que van ser designades pels negres africans abans de l'era de l'apartheid. És el més antic d'aquests suburbis de Ciutat del Cap i va ser el lloc de molta resistència a l'apartheid.
Langa també és on, el 21 de març de 1960, foren assassinades diverses persones el mateix dia de la massacre de Sharpeville, durant la campanya anti-pass. El 21 de març de 2010, ara mig segle després, el govern hi inaugurà un monument en record de les persones que perderen la vida durant la marxa de protesta.

## Ubicació
Langa limita amb la M17 (Jan Smuts Drive) a l'oest, la N2 al sud i la M7 a l'est, i rep els serveis de l'estació de tren de Langa.

## Història

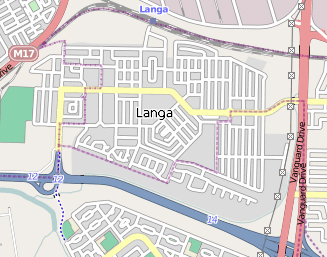
Mapa de Langa

Tot i que Langa significa literalment "sol" en xhosa, el nom del municipi deriva del nom de Langalibalele, un cap i reconegut fabricant de pluges que el 1873 va ser empresonat a Robben Island per rebel·lar-se contra el govern de Natal. Diverses persones destacades van lluitar pel seu alliberament i posteriorment va ser confinat a una granja anomenada "Uitvlugt", que es troba al lloc de l'actual Pinelands. Langa, que es troba al costat de Pinelands, commemora aquest heroi popular tal com es va desenvolupar l'any 1898 a la terra coneguda com "Langalibalele's Location". Per tant, Langa s'anomena sovint "Kwa-Langa" que significa "lloc de Langa".
Langa es va dissenyar originalment de forma que permetés a les autoritats la màxima visibilitat i control dels residents. Als primers anys, les lleis locals que prohibeixen l'elaboració de cervesa de sorgo (utywala) van ser molt ressentides i a la dècada de 1930 es va abolir la prohibició a la zona amb la construcció de cerveseries municipals el 1945. En aquests primers anys les identitats ètniques tribals i sub-tribals encara eren molt fortes. Sovint les celebracions locals de la comunitat mfengu celebrant el seu "alliberament" dels xoses portarien a un augment de les tensions. No obstant això, les condicions de vida properes dels residents a Langa van promoure un alt grau de veïnatge i la creació d'institucions africanes més àmplies que van promoure un major sentiment de cohesió comunitària.
El 30 de març de 1960 Langa va ser el punt de partida d'una marxa d'entre 30.000 i 50.000 manifestants cap a la comissaria de policia de Caledon Square a Ciutat del Cap dirigida per Philip Kgosana i el Congrés Panafricanista per protestar contra les lleis de pas de l'era de l'apartheid.

### Història recent
Joe Slovo, que s'hi establí el 1990, és l'assentament informal més gran de Langa i un dels més grans del país. Actualment està sent amenaçada amb trasllats forçats per donar pas al projecte d'habitatge N2 Gateway. Algunes parts de l'assentament informal de Joe Slovo s'han eliminat i transformat en el N2 Gateway Housing Project (2006), que es pot veure quan es viatja per l'autopista N2 fora de Ciutat del Cap.
L'any 2005 el Guga S'thebe Arts & Culture Centre, un centre cultural i polivalent, es va obrir oficialment a Langa. El 1999 es va obrir a Langa el primer bed and breakfast del township - Ma Neo's Bed & Breakfast.
El 9 de juliol de 2014 Langa va ser el lloc de protestes violentes contra la manca de prestació de serveis governamentals, específicament pel que fa a l'habitatge, però la protesta aviat es va convertir en una protesta més general sobre temes més amplis com la massacre de Marikana i les condicions generals de vida. Diverses botigues i comerços locals van ser incendiats i saquejats i els enllaços de transport amb la resta de la ciutat van ser tancats pels manifestants.

## Veïns destacats
Langa ha produït algunes figures destacades de l'esport i l'entreteniment i fou el bressol de l'aclamat conjunt de percussió Amampondo.
- Temba Bavuma (1990), jugador de criquet[9]
- Fatima Dike (1948), dramaturga i directora de teatre[10]
- Brenda Fassie (1964–2004), cantant, compositora, ballarina i activista afropop anti-apartheid[11]
- Nika Khumalo (1964), boxejador[12]
- Malusi Siboto (1987), jugador de cricket[9][13]
- Thami Tsolekile (1980), jugador de criquet i hoquei[9][14][15]
- Lungile Tsolekile (nascut el 1984) és un jugador d'hoquei herba que va competir als Jocs Olímpics d'estiu de 2008.[16]